# بوز، ان
بوز، ان (به فرانسوی: Boz) یک کمون در فرانسه است که در Canton of Pont-de-Vaux واقع شده‌است.

## خصوصیات
بوز ۷٫۳۱ کیلومترمربع مساحت و ۴۸۵ نفر جمعیت دارد و ۱۸۰ متر بالاتر از سطح دریا واقع شده‌است.